# Morley Callaghan
Edward Morley Callaghan (22 septembrie, 1903 – 25 august, 1990) a fost un romancier, nuvelist și dramaturg canadian.

## Vezi și
- Listă de dramaturgi canadieni

1. 1 2  Morley Callaghan, SNAC, accesat în 9 octombrie 2017
2. 1 2  Morley Callaghan, Find a Grave, accesat în 9 octombrie 2017
3. 1 2  Autoritatea BnF, accesat în 10 octombrie 2015
4. ↑  Morley Edward Callaghan, Brockhaus Enzyklopädie
5. ↑  Morley Callaghan, Opća i nacionalna enciklopedija
6. ↑  Morley Callaghan, Autoritatea BnF
7. ↑   (PDF) https://canadacouncil.ca/-/media/Files/CCA/Funding/Prizes/Laureates/molson/MolsonPrizesCumulativeList.pdf Lipsește sau este vid: |title= (ajutor)